# Evaldas Ignatavičius
Evaldas Ignatavičius (ur. 8 lutego 1967 w Wiłkomierzu) – litewski dyplomata, w latach 2004–2009 ambasador w Niemczech, wiceminister spraw zagranicznych (2001–2002; 2009–2012), ambasador Litwy na Białorusi (2013–2016).

## Życiorys
W 1992 ukończył studia na Wydziale Filologii Uniwersytetu Wileńskiego. Od 1991 do 1995 pracował w Departamencie Europy Środkowej i Wschodniej Ministerstwa Spraw Zagranicznych. W 1994 odbył kurs w Instytucie Stosunków Międzynarodowych w Leeds.
Od 1995 do 1998 był radcą w ambasadzie Republiki Litewskiej w Warszawie. Po powrocie do kraju kierował w latach 1998–2000 Departamentem Europy Wschodniej i Azji Centralnej MSZ. W 2000 pełnił przez krótki okres funkcję konsula generalnego Litwy w Królewcu.
W 2001 został mianowany wiceministrem spraw zagranicznych Republiki, a od 2002 do 2003 był sekretarzem stanu w MSZ. Pracował w Instytucie Stosunków Międzynarodowych Uniwersytetu Wileńskiego jako wykładowca (2002–2004).
1 września 2004 złożył listy uwierzytelniające prezydentowi RFN rozpoczynając pełnienie funkcji ambasadora nadzwyczajnego i pełnomocnego Litwy w Berlinie. Od 2009 ponownie sprawował funkcję wiceministra spraw zagranicznych. Na wiosnę 2013 objął urząd ambasadora Litwy na Białorusi.
Żonaty, ma syna i córkę. Jest poetą.
W 1999 został odznaczony Krzyżem Kawalerskim Orderu Zasługi Rzeczypospolitej Polskiej.